# 准太上天皇
准太上天皇（じゅんだいじょうてんのう、だいじょうてんのうになずらう）は、太上天皇に准じた待遇のこと。
『源氏物語』に、主人公光源氏が「太上天皇になずらふ御位」に就いた旨の記述がなされていることから、しばしばあたかもそのような具体的な地位や称号が存在したかのように誤解されるが、准太上天皇は、地位や称号ではなくあくまでも待遇である。「じゅんだいじょうてんのう」という名詞はもともと存在せず、本来は「太上天皇に准ず」「太上天皇になずらふ」と文として読み下すのが正しい。
歴史上、准太上天皇の実例は、寛仁元年（1017年）に敦明親王が皇太子の地位を辞退する見返りとして、小一条院の院号と年官年爵を与えられ、上皇同様に院庁を設置されたのが唯一である。これも「准太上天皇」という具体的な称号が与えられたわけではない。院号の授与や院庁の設置、年爵の賦与により上皇に准じた待遇を与えられたにとどまる。
なお、女院も、院号の授与、年官年爵の賦与、院庁の設置などにより、ある意味で上皇に准じた立場と言うことができる。正暦2年（991年）に最初の女院となった東三条院藤原詮子の待遇を定めるについては、まったく前例がない新儀であったことと、一条天皇の生母ではあるが、皇后の経歴がないために権威において一段劣る彼女をあえて三宮（皇后・皇太后・太皇太后）よりも上位に位置づける必要があったことから、上皇の待遇が参考とされ、これがその後の女院の待遇の先例となった。もっとも、本来、天皇の生母への優遇措置であった女院の地位に至る要件が時代がくだるとともに次第に多様化したことから、すべての女院が上皇と同じ待遇を受けることができたわけではない。